# Accettura
Accettura is een gemeente in de Italiaanse provincie Matera (regio Basilicata) en telt 2237 inwoners (31-12-2004). De oppervlakte bedraagt 89 km², de bevolkingsdichtheid is 27 inwoners per km².

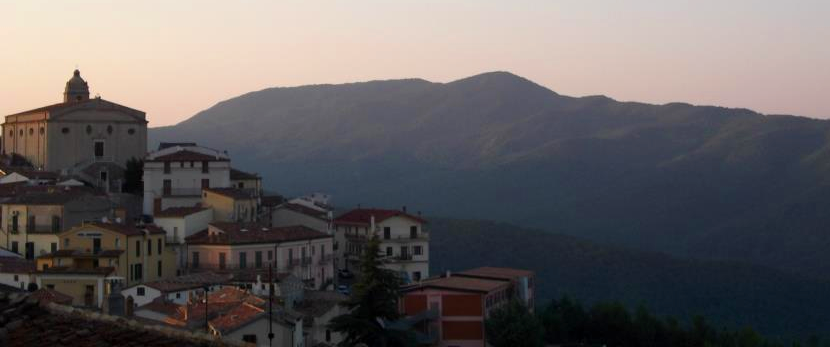
Uitzicht over Accettura

## Geografie
De gemeente ligt op ongeveer 770 m boven zeeniveau.
Accettura grenst aan de volgende gemeenten: Calciano, Campomaggiore (PZ), Cirigliano, Oliveto Lucano, Pietrapertosa (PZ), San Mauro Forte, Stigliano.